# Campionato del mondo di scacchi 1897
Il campionato del mondo di scacchi 1897 fu conteso tra il campione Emanuel Lasker e Wilhelm Steinitz; si svolse a Mosca tra il 6 novembre 1896 e il 14 gennaio 1897. Lasker conservò il titolo imponendosi per dieci vittorie a due.

## Storia
I due giocatori si erano incontrati nel campionato mondiale per la prima volta nel 1894, quando Lasker riuscì a strappare il titolo di campione del mondo a Steinitz battendolo per dieci vittorie a cinque; i due campionati detengono, tra i campionati del mondo, il primato della maggior distanza anagrafica tra i due giocatori (32 anni). Il match di rivincita fu deciso dopo un torneo svoltosi a San Pietroburgo nel gennaio del 1896, vinto da Lasker davanti a Steinitz. Nel corso dell'anno la forza di gioco di Steinitz era tuttavia nettamente diminuita, tanto che l'andamento del match fu segnato già dalla prima partita, nella quale il vecchio campione perse con il Bianco.

## Risultati
Il match fu disputato al meglio delle dieci vittorie.
|                                 | 1 | 2 | 3 | 4 | 5 | 6 | 7 | 8 | 9 | 10 | 11 | 12 | 13 | 14 | 15 | 16 | 17 | Punti | Vittorie |
| ------------------------------- | - | - | - | - | - | - | - | - | - | -- | -- | -- | -- | -- | -- | -- | -- | ----- | -------- |
| Emanuel Lasker ( Germania)      | 1 | 1 | 1 | 1 | ½ | 1 | ½ | ½ | ½ | 1  | 1  | 0  | 0  | 1  | ½  | 1  | 1  | 12,5  | 10       |
| Wilhelm Steinitz ( Stati Uniti) | 0 | 0 | 0 | 0 | ½ | 0 | ½ | ½ | ½ | 0  | 0  | 1  | 1  | 0  | ½  | 0  | 0  | 4,5   | 2        |